# ビジャン・ロビンソン
ビジャン・ロビンソン（Bijan Robinson, 2002年1月30日 - ）は、アメリカ合衆国アリゾナ州ツーソン出身のプロアメリカンフットボール選手。NFLのアトランタ・ファルコンズに所属している。ポジションはランニングバック。

## 経歴

### カレッジ
テキサス大学に進学し、1年目の2020年シーズンから主力として活躍。同シーズンのアラモボウルでは183ラン獲得ヤード、1つのタッチダウンを記録してMVPを受賞した。
2022年シーズンは1,580ラン獲得ヤード、18のラッシングTDを記録し、カレッジで最も優れたランニングバックに贈られるドーク・ウォーカー賞を受賞した。シーズン終了後に2023年のNFLドラフトへアーリーエントリーした。
| 2020 | 9  | 86  | 703   | 8.2 | 75 | 4  | 15 | 196 | 2 |
| 2021 | 10 | 195 | 1,127 | 5.8 | 62 | 11 | 26 | 295 | 4 |
| 2022 | 12 | 258 | 1,580 | 6.1 | 78 | 18 | 19 | 314 | 2 |
| 通算 | 31 | 539 | 3,410 | 6.3 | 78 | 33 | 60 | 805 | 8 |

### アトランタ・ファルコンズ
| 5 ft 11 in (180 cm)             | 215 lb (98 kg) | 31+1⁄8 in (79 cm) | 9+3⁄4 in (25 cm) | 4.46 s | 1.52 s | 2.56 s | 37.0 in (94 cm) | 10 ft 4 in (3.15 m) |
| All values from the NFL Combine |                |                   |                  |        |        |        |                 |                     |

2023年のNFLドラフトにて全体8位でアトランタ・ファルコンズから指名され、その後4年総額2,196万ドルのルーキー契約を結んだ。

## 人物
名前のビジャンはペルシア語で「英雄」を意味する。
大叔父のポール・ロビンソンもNFLでランニングバックとして活躍した。